# Liste von Söhnen und Töchtern der Stadt Sacramento (Kalifornien)
Dies ist eine Liste bekannter Persönlichkeiten, die in der US-amerikanischen Stadt Sacramento (Kalifornien) geboren wurden. Die Liste erhebt keinen Anspruch auf Vollständigkeit.

## 19. Jahrhundert

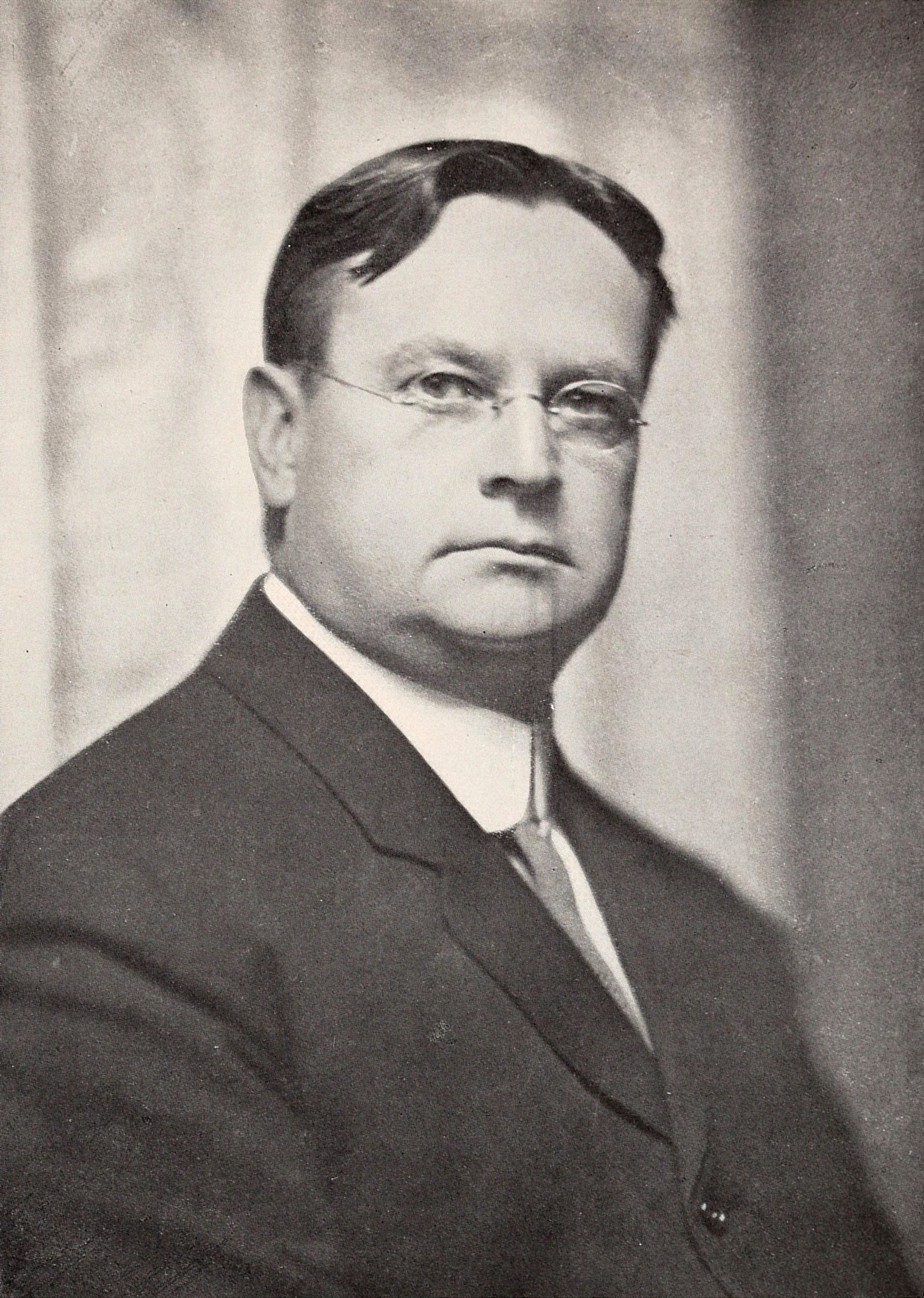
Hiram Johnson
(1866–1945)

- Mary Anderson (1859–1940), Film- und Theaterschauspielerin
- William Henry Crocker (1861–1937), Bankier, Politiker, Kunstsammler und Philatelist
- Henry George junior (1862–1916), Zeitungsmann und Politiker
- William Walter Greer (1865–1932), Politiker (Republikanische Partei)
- Sibyl Sanderson (1865–1903), Opernsängerin (Sopran)
- Hiram Johnson (1866–1945), Politiker
- Laura Adams Armer (1874–1963), Malerin, Fotografin, Filmemacherin und Autorin
- Robert Warwick (1878–1964), Film-, Fernseh- und Theaterschauspieler
- William Dassonville (1879–1957), Fotograf
- Ray Collins (1889–1965), Schauspieler
- Richard Wallace (1894–1951), Drehbuchautor, Filmregisseur und Filmproduzent
- Henry Hathaway (1898–1985), Filmregisseur
- Earl Kunz (1898–1963), Baseballspieler
- George Schroth (1899–1989), Wasserballspieler

## 20. Jahrhundert

### 1901–1940

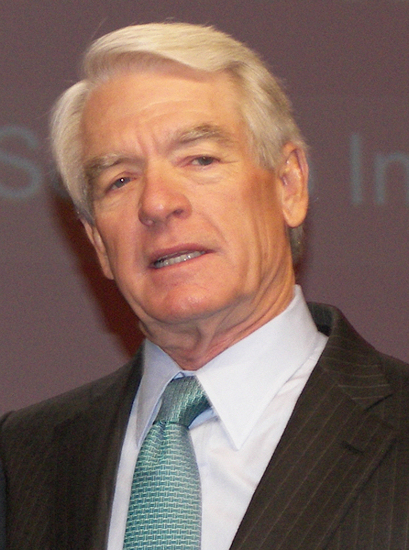
Charles Schwab
(* 1937)

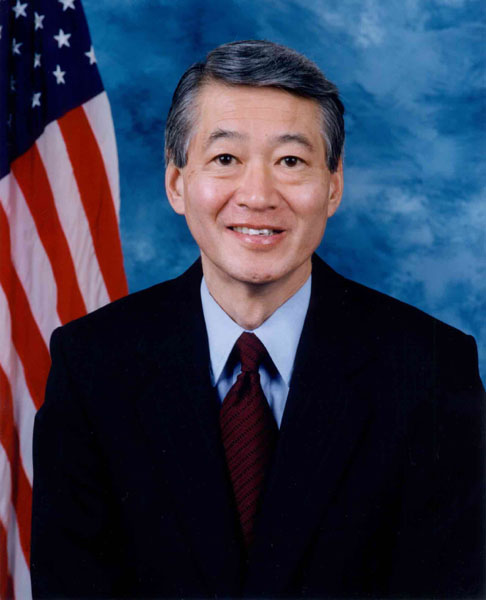
Bob Matsui
(1941–2005)

- Kathryn Uhl Ball (1902–1984), Künstlerin
- Dick Jurgens (1910–1995), Swing-Bandleader
- Bob Kiesel (1911–1993), Sprinter und Olympiasieger
- Ray Eames (1912–1988), Designerin und Architektin
- Eugene A. Chappie (1920–1992), Politiker
- Harvey Itano (1920–2010), Biochemiker und Pathologe
- James Mitchell (1920–2010), Schauspieler und Tänzer
- James Bassham (1922–2012), Biochemiker
- Bill Smith (1926–2020), Jazz-Klarinettist und Komponist
- George Stanich (* 1928), Hochspringer
- Ramon E. Moore (1929–2015), Mathematiker
- Michael Adams (1930–1967), Testpilot
- Thomas Kono (1930–2016), Gewichtheber
- James J. Murakami (1931–2022), Szenenbildner, Requisiteur und Artdirector
- Joan Swift (* 1933), Schauspielerin
- Joan Didion (1934–2021), Schriftstellerin und Essayistin
- Mel Ramos (1935–2018), Künstler
- Anthony Kennedy (* 1936), Richter
- Charles Schwab (* 1937), Unternehmer und Philanthrop
- Wes Wilson (1937–2020), Künstler und Designer
- Janis Martin (1939–2014), Opernsängerin
- Evelyn Nakano Glenn (* 1940), Soziologin

### 1941–1950
- Bob Matsui (1941–2005), Politiker

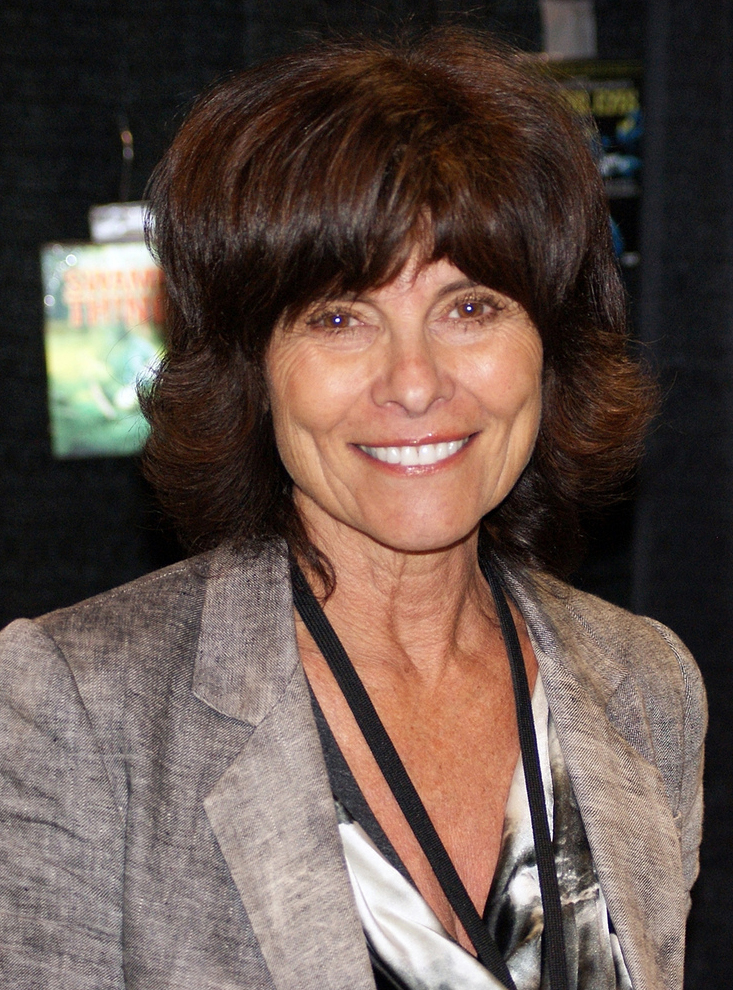
Adrienne Barbeau
(* 1945)

- Clifford Surko (1941–2024), Plasmaphysiker
- Mel Martin (1942–2017), Jazzmusiker
- Roger Fouts (* 1943), Psychologe und Anthropologe
- Thomas King (* 1943), Autor
- Sab Shimono (* 1943), Schauspieler
- Richard Cragun (1944–2012), Tänzer
- Sam Elliott (* 1944), Schauspieler
- Bill Mays (* 1944), Jazzpianist
- Adrienne Barbeau (* 1945), Schauspielerin und Schriftstellerin französischer und armenischer Herkunft
- Robert Bunting (* 1945), Wirtschaftsprüfer
- Randolph Mantooth (* 1945), Schauspieler
- Mike Clark (* 1946), Schlagzeuger
- Michael Coats (* 1946), Astronaut
- Jim Eakins (* 1946), Basketballspieler[1]
- Gerald Gallego (1946–2002), Serienmörder
- John Ferris (1949–2020), Schwimmer
- Frank Silva (1949–1995), Requisiteur und Schauspieler
- Richard Trenton Chase (1950–1980), Serienmörder

### 1951–1960
- Bill Gibson (* 1951), Schlagzeuger

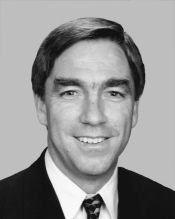
Doug Ose
(* 1955)

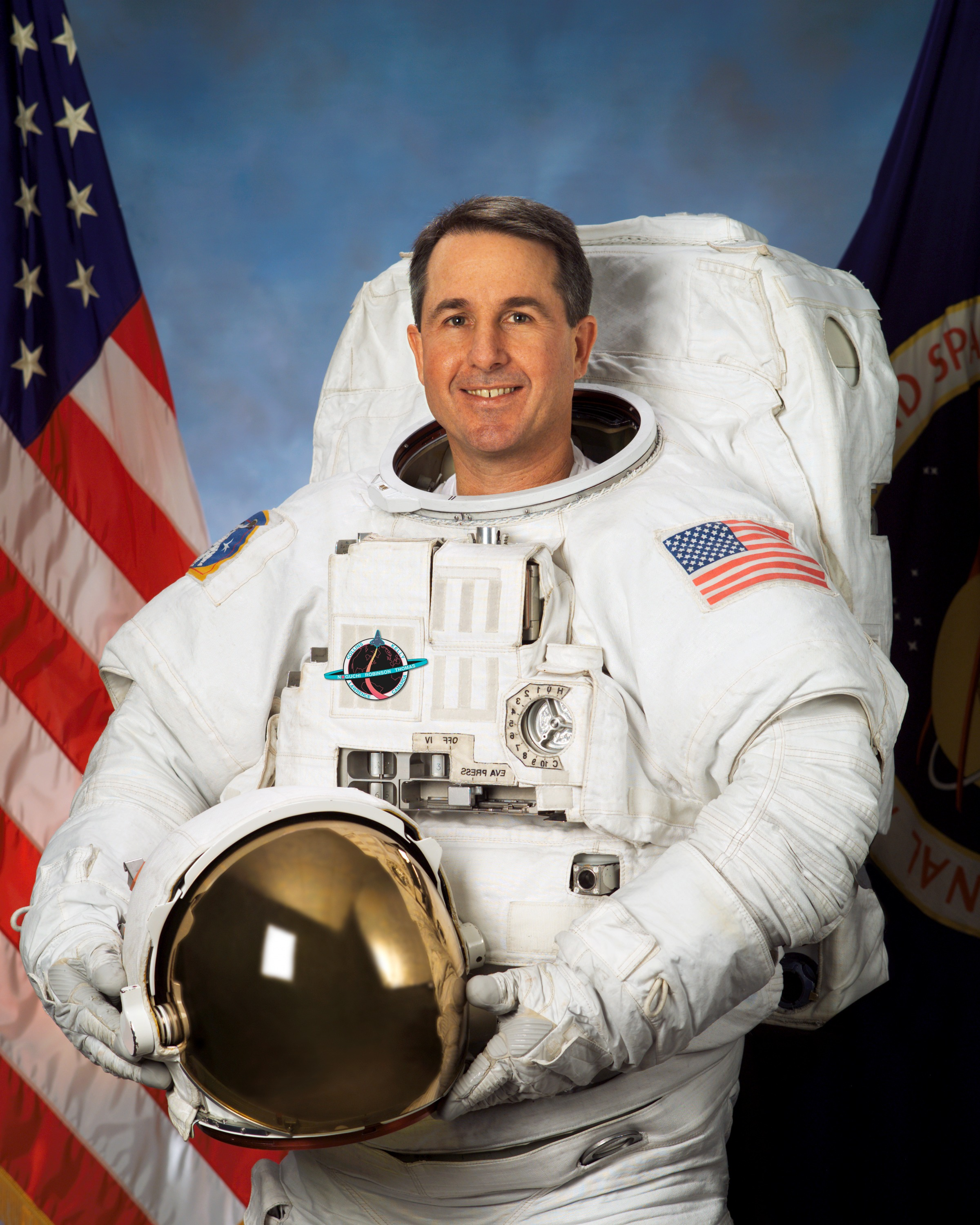
Stephen Kern Robinson
(* 1955)

- Kathy Hammond (* 1951), Leichtathletin und Olympionikin
- Johnny Colla (* 1952), Saxophonist, Gitarrist und Produzent
- Charles M. Rice (* 1952), Virologe
- Denis M. Hannigan (* 1953), Komponist
- Michael Musillami (* 1953), Jazz-Gitarrist, Musikproduzent, Bandleader und Komponist
- Susan Pedersen (* 1953), Schwimmerin
- Steve Benson (1954–2025), Pulitzer-Preis-prämierter Karikaturist
- Dave Fairbank (* 1954), Schwimmer[2]
- Doug Ose (* 1955), Politiker
- James Owens (* 1955), Hürdenläufer und American-Football-Spieler
- Stephen Kern Robinson (* 1955), Astronaut
- David W. Winkler (* 1955), Ornithologe
- Jeffrey Beecroft (* 1956), Szenenbildner
- Charlene Gallego (* 1956), Serienmörder
- Chris Hayes (* 1957), Gitarrist
- Eric Marienthal (* 1957), Saxophonist
- Christina Seufert (* 1957), Wasserspringerin
- Yul Anderson (1958–2021), Pianist, Gitarrist und Sänger
- Xavier Becerra (* 1958), Rechtswissenschaftler und Politiker
- Thomas Kinkade (1958–2012), Maler
- Mary Youngblood (* 1958), Flötistin
- Karin Kallmaker (* 1960), Schriftstellerin
- Scott Pruett (* 1960), Autorennfahrer

### 1961–1970

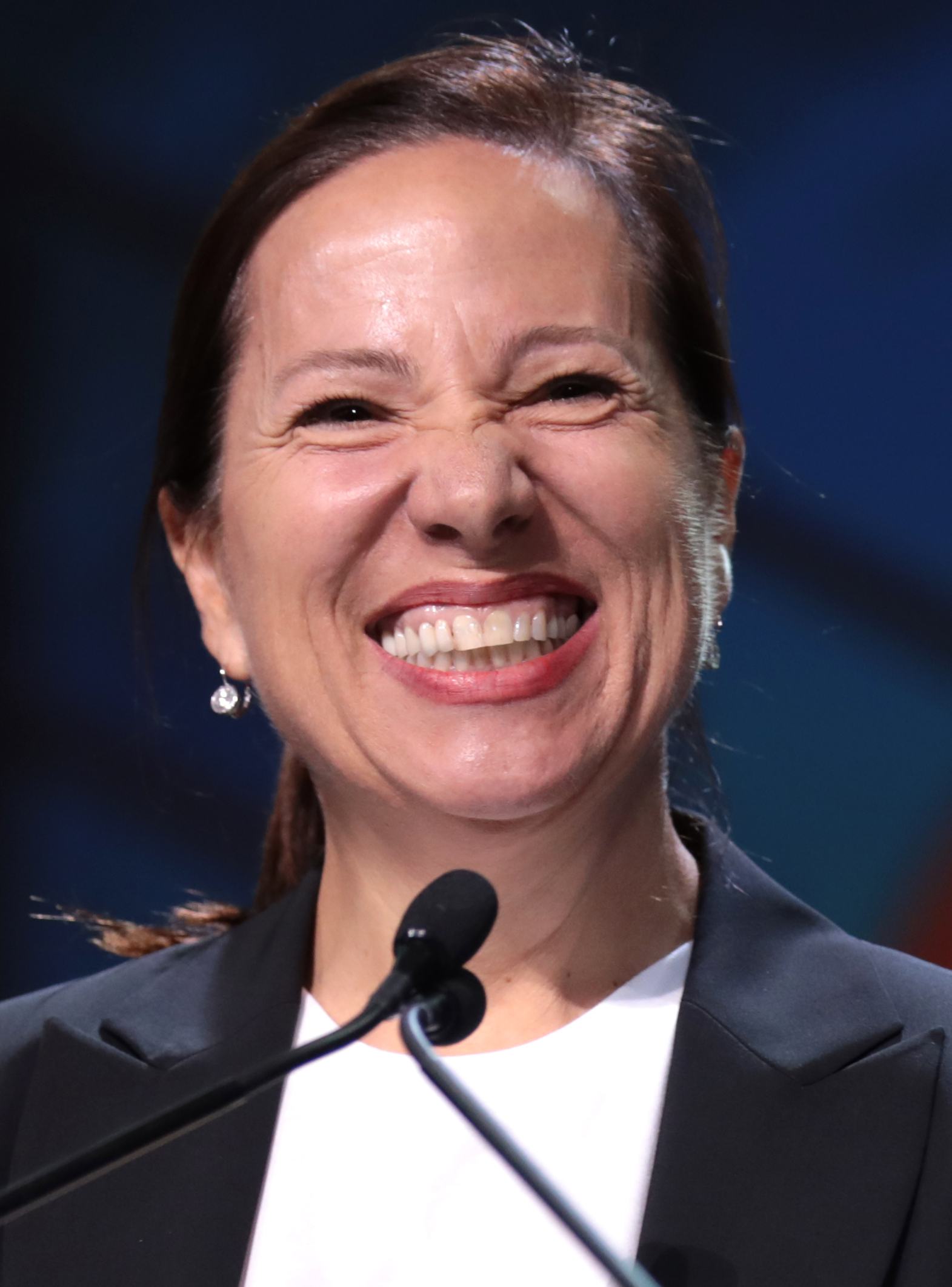
Eleni Kounalakis
(* 1966)

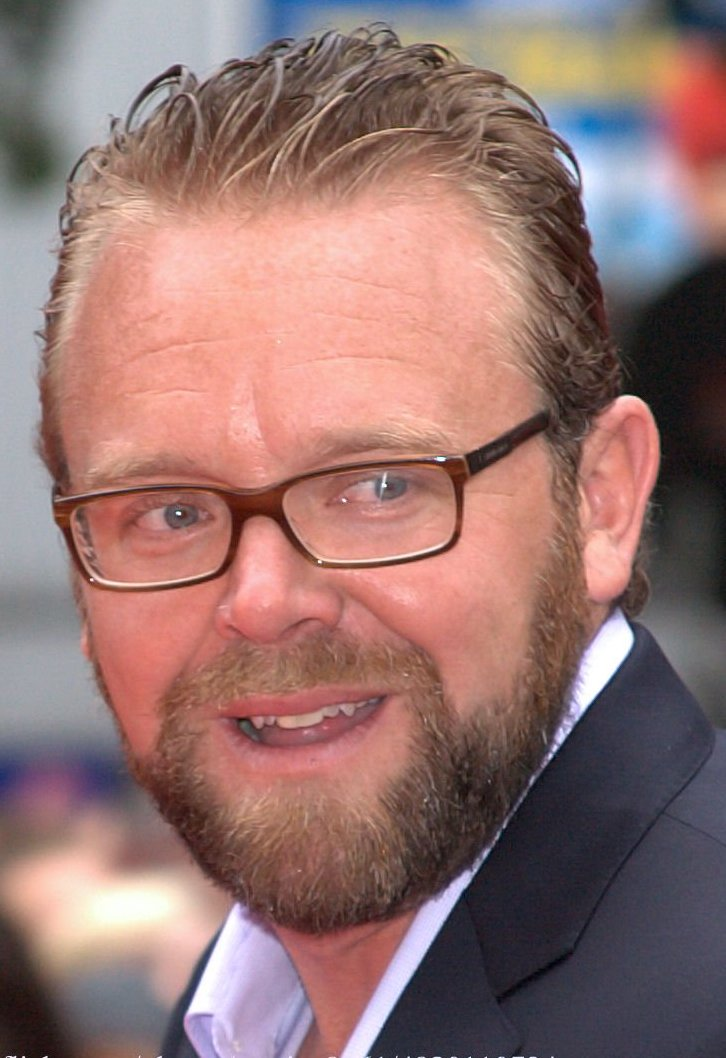
Joe Carnahan
(* 1969)

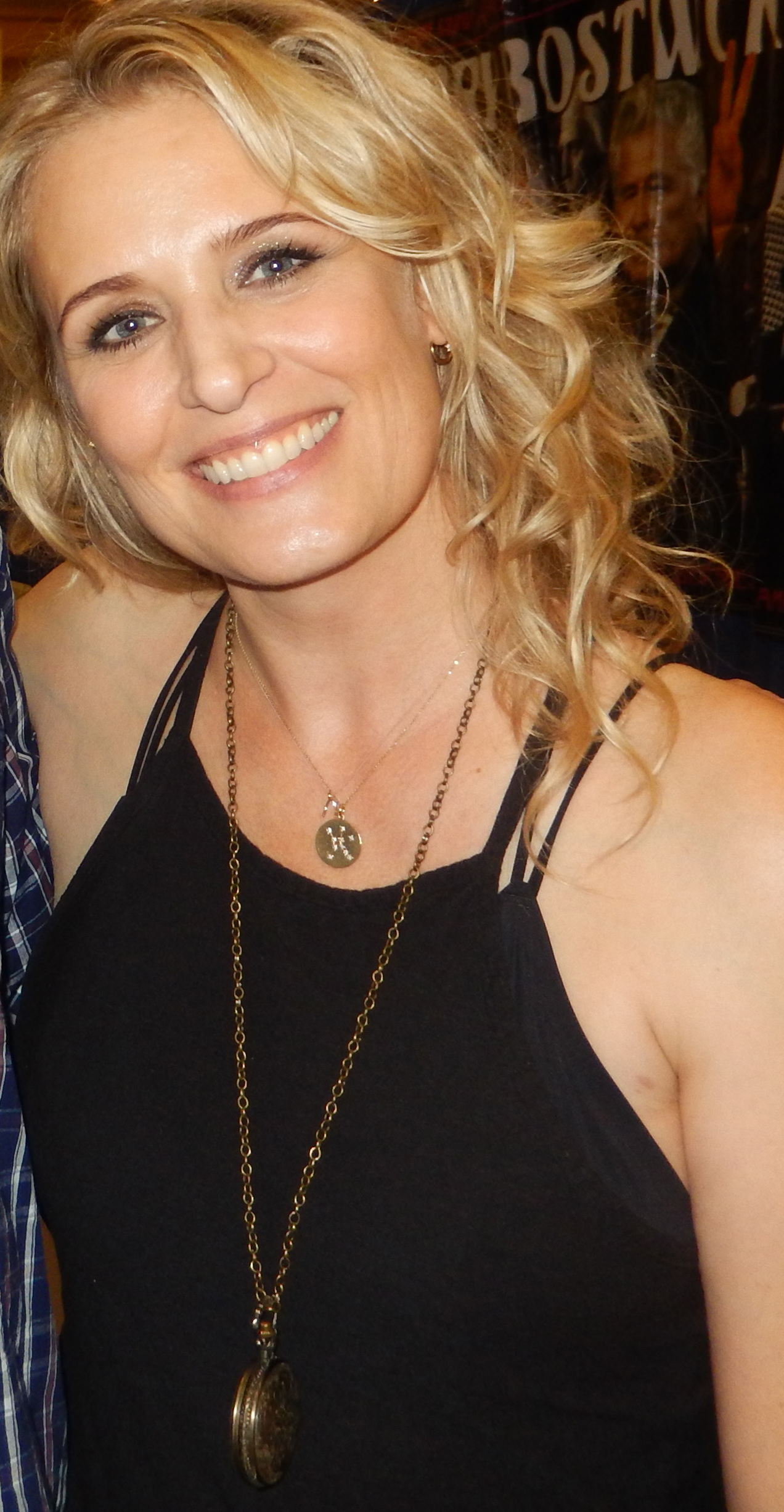
Samantha Smith
(* 1969)

- Daniel Johnston (1961–2019), Musiker und Künstler
- Alycia Moulton (* 1961), Tennisspielerin
- Carlos Alazraqui (* 1962), Schauspieler und Synchronsprecher
- Kelley Jones (* 1962), Comiczeichner
- Loreto Garza (* 1963), Boxer
- Tony Lopez (* 1963), Boxer
- Thom Merrick (* 1963), Maler, Bildhauer und Installationskünstler
- Karen Moncrieff (* 1963), Schauspielerin, Regisseurin und Drehbuchautorin
- Joel Kirby (* 1964), Musicaldarsteller, Tänzer und Schauspieler
- Kevin Sutherland (* 1964), Profigolfer
- Marc Tarpenning (* 1964), Unternehmer; Mitgründer des Unternehmens Tesla Motors
- Patty Fendick (* 1965), Tennisspielerin
- El Hefe (* 1965), Gitarrist
- Rodney King (1965–2012), afroamerikanisches Opfer von Polizeiwillkür
- Kevin Gilbert (1966–1996), Musiker
- Kevin Johnson (* 1966), Basketballspieler und Politiker
- Eleni Kounalakis (* 1966), Diplomatin und Politikerin
- Brian Posehn (* 1966), Schauspieler, Comedian und Sänger
- Sarah Zettel (* 1966), Science-Fiction- und Fantasy-Autorin
- Daniel Bell (* 1967), Techno-Produzent und DJ
- Shelly Stokes (* 1967), Softballspielerin
- Mike Doyle (* 1968), US-amerikanisch-französischer Basketballspieler
- Kristin Krone (* 1968), Skirennläuferin
- Scott Schwartz (* 1968), Schauspieler und Filmregisseur
- Keith Allan (* 1969), Schauspieler
- André Bush (1969–2014), Jazzgitarrist und Musikpädagoge
- Joe Carnahan (* 1969), Regisseur und Drehbuchautor
- Willie Jorrin (* 1969), Boxer
- Samantha Smith (* 1969), Schauspielerin
- Paul Soter (* 1969), Schauspieler, Drehbuchautor und Regisseur
- Megan Dodds (* 1970), Schauspielerin und Drehbuchautorin
- Chad Knight (* 1970), Pornodarsteller
- Steve Preeg (* 1970), VFX-Supervisor
- Sicx (* 1970), Rapper

### 1971–1980

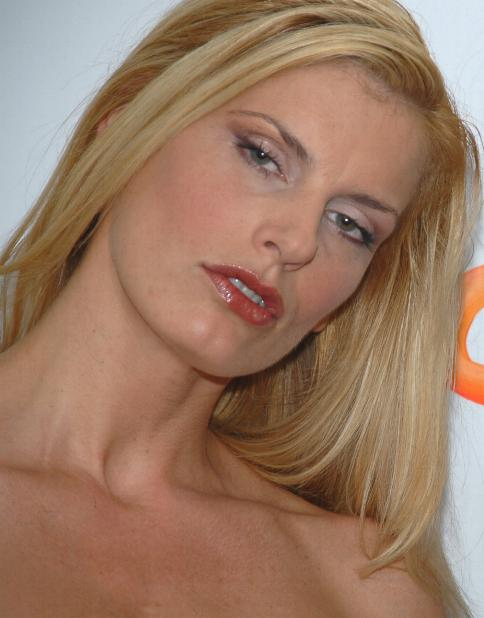
Darryl Hanah
(* 1972)

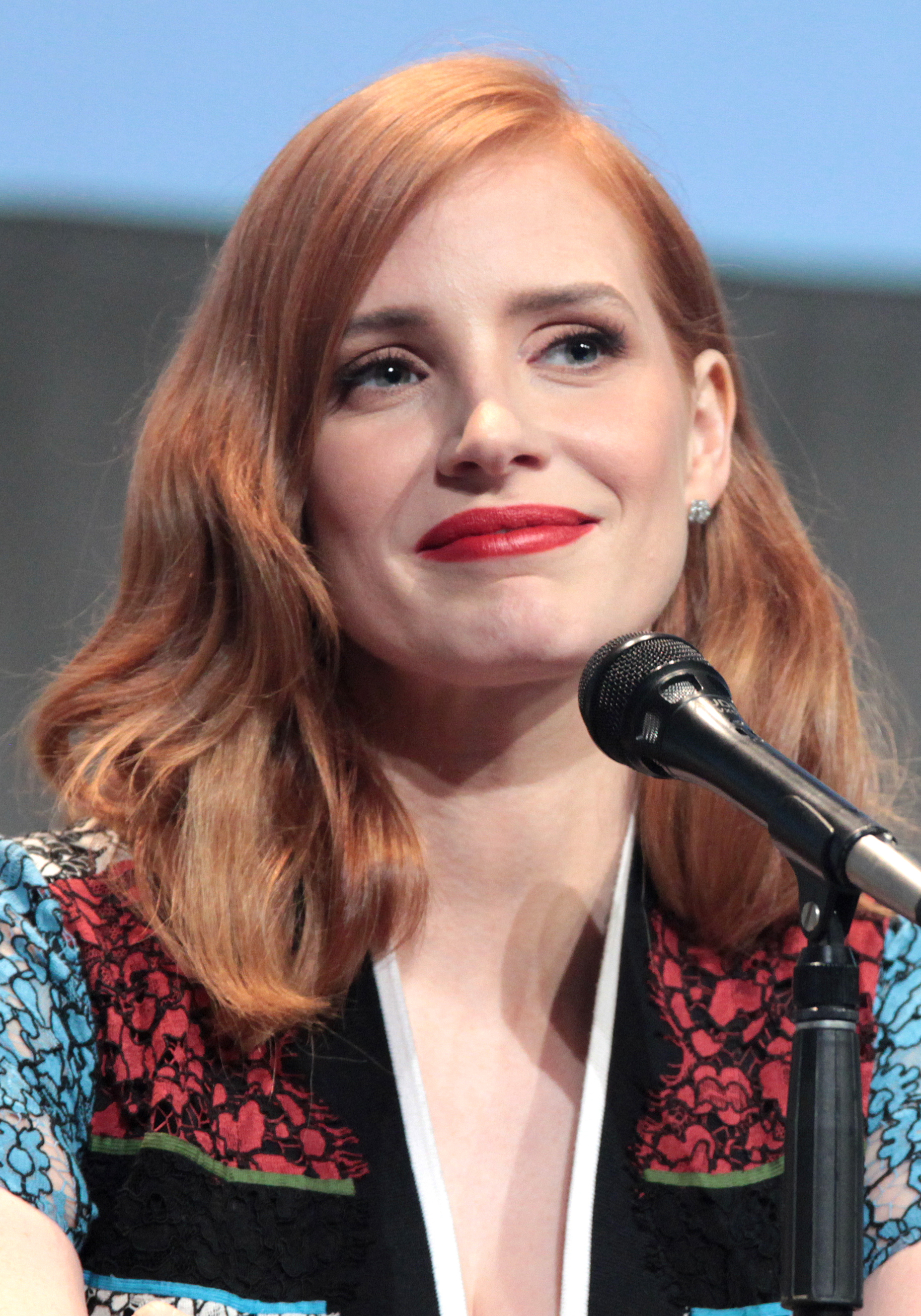
Jessica Chastain
(* 1977)

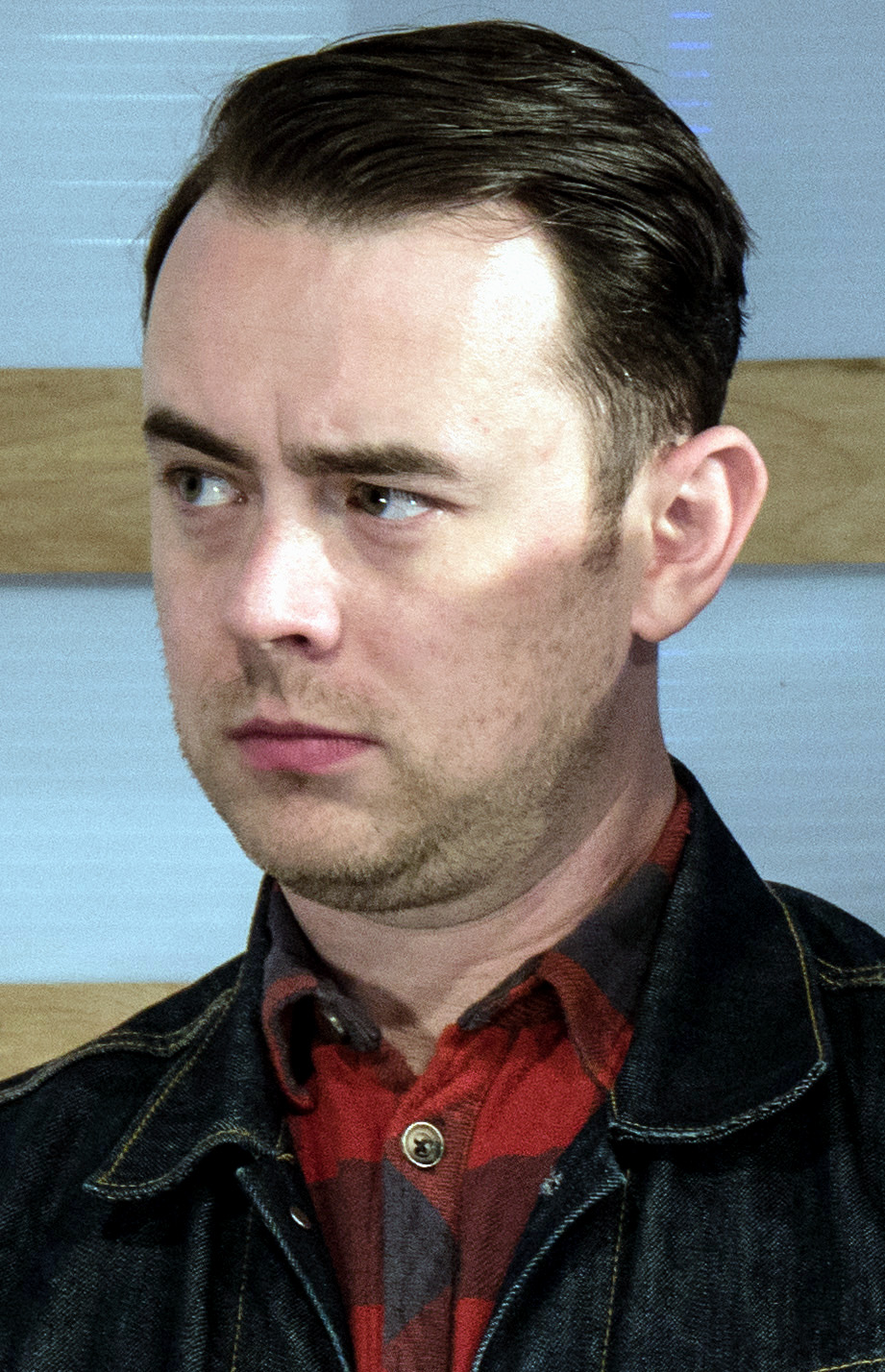
Colin Hanks
(* 1977)

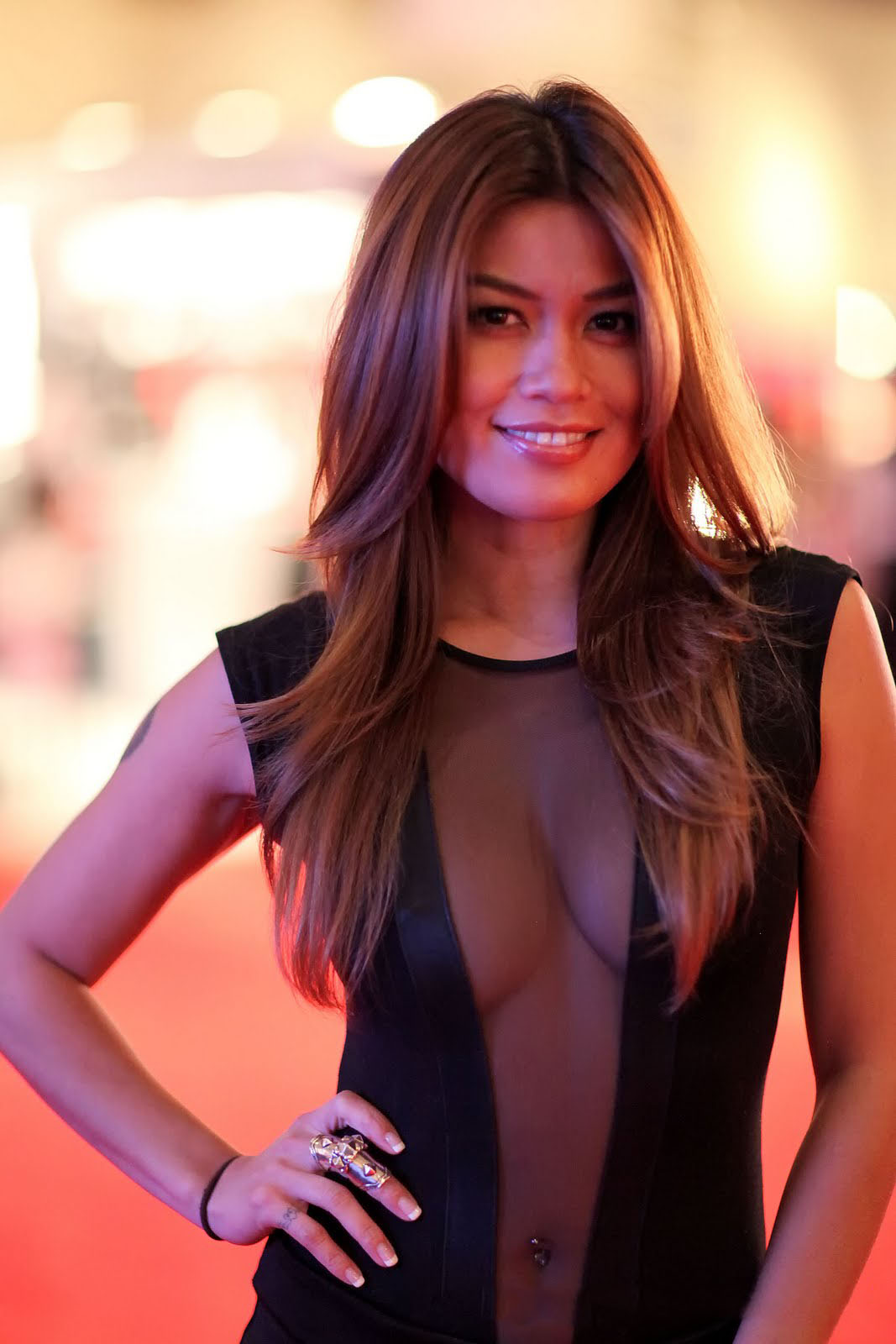
Charmane Star
(* 1979)

- Michael Avenatti (* 1971), Anwalt und Rennfahrer
- Brotha Lynch Hung (* 1971), Rapper
- Merrin Dungey (* 1971), Schauspielerin
- Dalton James (* 1971), Schauspieler
- Jason Sehorn (* 1971), American-Football-Spieler
- Waleed Zuaiter (* 1971), Schauspieler
- Darryl Hanah (* 1972), Pornodarstellerin
- Derek Miles (* 1972), Stabhochspringer
- Eric Sheffer Stevens (* 1972), Schauspieler
- Andrew Bajadali (* 1973), Straßenradrennfahrer
- Chad Gerlach (* 1973), Radrennfahrer
- Chino Moreno (* 1973), Musiker
- Johannes van Overbeek (* 1973), Autorennfahrer
- Dustin Lance Black (* 1974), Drehbuchautor, Regisseur, Filmproduzent und Aktivist für LGBT-Rechte
- C-Bo (* 1974), Rapper
- Brian Lewis (* 1974), Leichtathlet und Olympiasieger mit der 4-mal-100-Meter-Staffel
- Michael Simms (* 1974), Boxer
- Adrian Tomine (* 1974), Comiczeichner
- Cory Barlog (* 1975), Computerspielentwickler
- John Lloyd Young (* 1975), Schauspieler und Sänger
- Jacob Golden (* Mitte 1970er Jahre), Musiker
- Eric Regan (* 1976), Boxer
- Colin Hanks (* 1977), Schauspieler
- Jessica Chastain (* 1977), Schauspielerin
- Diego Corrales (1977–2007), Boxer
- Tycho (* 1977), Musikproduzent, Komponist und Songwriter
- Joey Hand (* 1979), Rennfahrer
- Kate Levering (* 1979), Schauspielerin
- Bunny Luv (* 1979), Pornodarstellerin, Drehbuchautorin und Regisseurin
- Charmane Star (* 1979), Pornodarstellerin, Schauspielerin und Model
- Eric Volz (* 1979), in Nicaragua wegen Vergewaltigung und Mord Verurteiler
- Sam Ashworth (* 1980), Singer-Songwriter und Musikproduzent
- Christina Fusano (* 1980), Tennisspielerin
- Becky Holliday (* 1980), Stabhochspringerin
- Lauren McFall (* 1980), Synchronschwimmerin
- Mary Whipple (* 1980), Ruderin

### 1981–2000
- Matt L. Jones (* 1981), Schauspieler
- Kevin Goldthwaite (* 1982), Fußballspieler

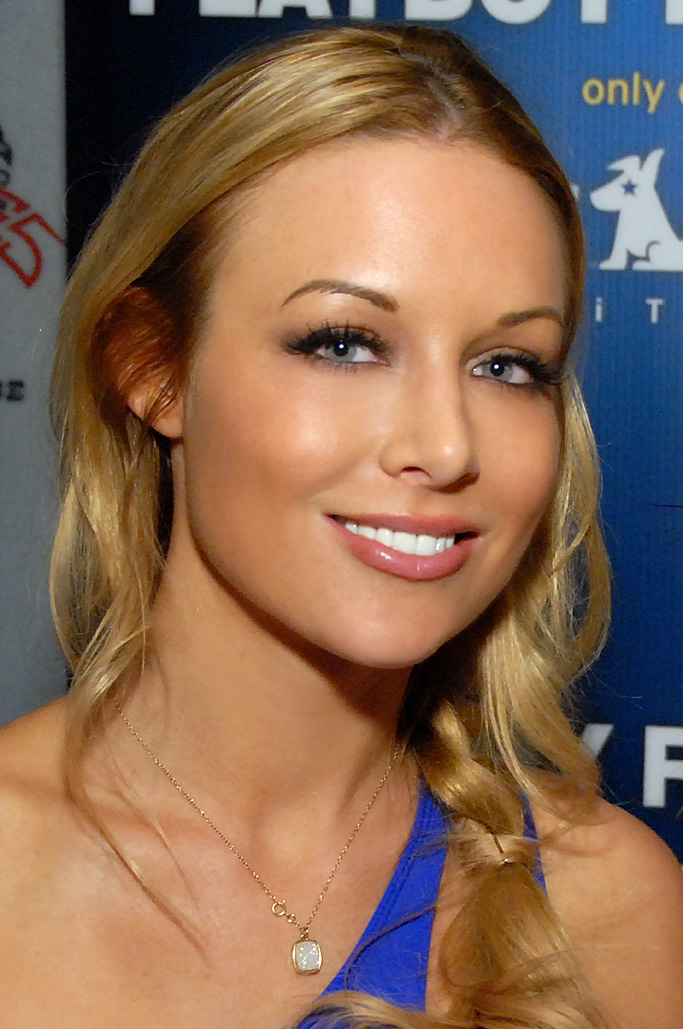
Kayden Kross
(* 1985)

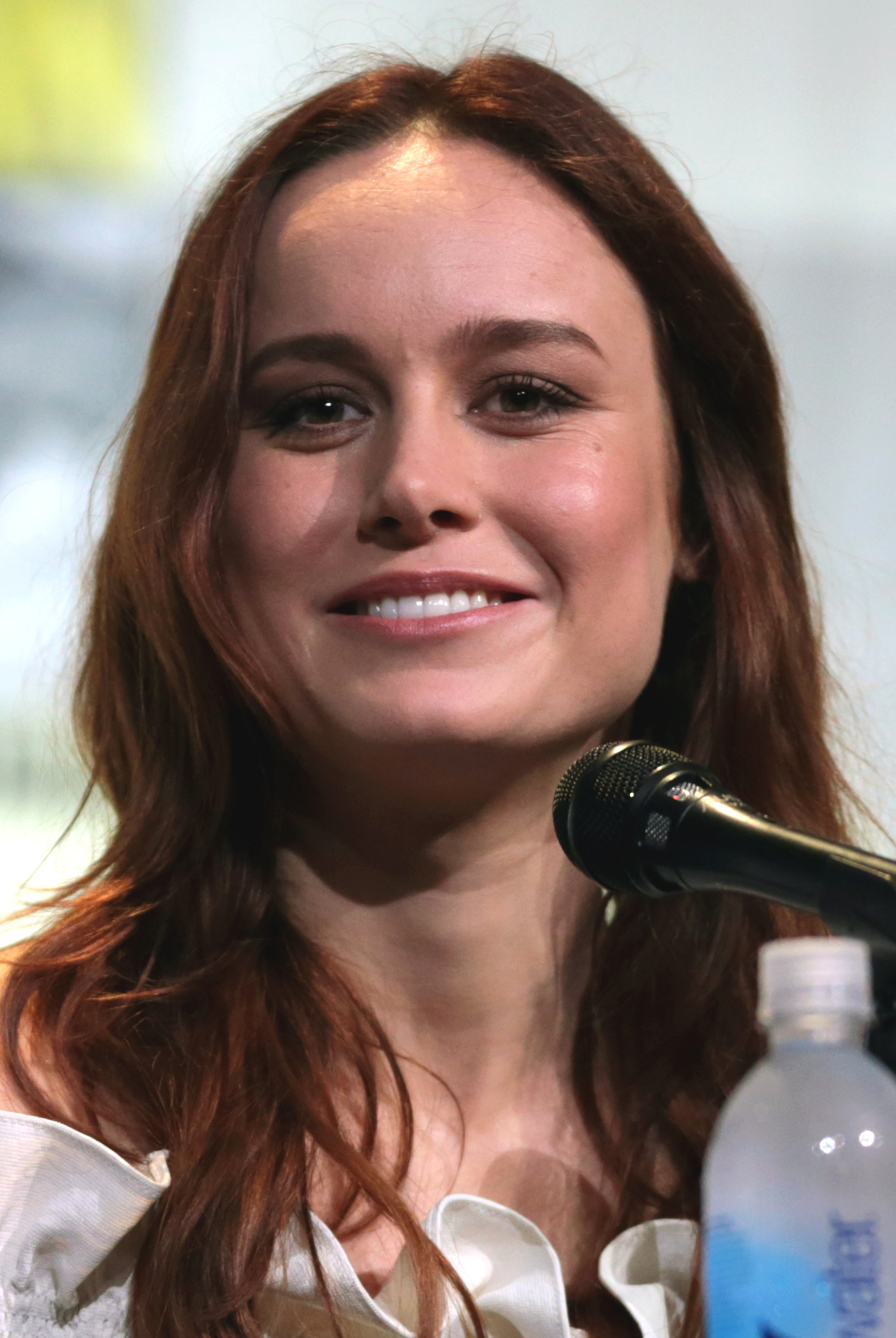
Brie Larson
(* 1989)

- Julie Kagawa (* 1982), Jugendbuchautorin
- Greta Gerwig (* 1983), Schauspielerin, Drehbuchautorin und Filmregisseurin
- Virginia Roberts Giuffre (1983–2025), Klägerin gegen Prinz Andrew und Alan M. Dershowitz
- Sam Warburg (* 1983), Tennisspieler
- Brendon Feeney (* 1984), Balletttänzer
- Amanda Fuller (* 1984), Schauspielerin
- Jangy Addy (* 1985), liberianischer Zehnkämpfer[3]
- Butterscotch (* 1985), Musikerin
- Alex Honnold (* 1985), Profibergsteiger und Extremkletterer
- Randy Lew (* 1985), Pokerspieler
- Kayden Kross (* 1985), Pornodarstellerin und Model
- James Williams (* 1985), Fechter
- Nataly Dawn (* 1986), Singer-Songwriterin
- Marc Heider (* 1986), deutscher Fußballspieler
- Apollo Crews (* 1987), Wrestler
- Syd’Quan Thompson (* 1987), American-Football-Spieler
- Ryan Anderson (* 1988), Basketballspieler
- Kate Grace (* 1988), Mittelstreckenläuferin
- Sasha Grey (* 1988), Pornodarstellerin, Schauspielerin, Musikerin und Autorin
- Veronica Ricci (* 1988), Pornodarstellerin und Schauspielerin
- Melanie Stone (* 1988), Schauspielerin
- Brie Larson (* 1989), Schauspielerin, Sängerin, Songschreiberin und Filmemacherin
- Stephen Lunsford (* 1989), Schauspieler
- Miguel Ángel Ponce (* 1989), mexikanischer Fußballspieler und Olympiasieger
- Bailey De Young (* 1989), Schauspielerin und Tänzerin
- Ariana Calderón (* 1990), mexikanische Fußballspielerin
- Mark Engel (* 1991), Skirennfahrer
- Ryan Hollingshead (* 1991), Fußballspieler
- Darcie Dolce (* 1992), Model, DJ und Pornodarstellerin
- Kyle Larson (* 1992), Automobilrennfahrer
- Keith Powers (* 1992), Schauspieler und Model
- Spencer Stone (* 1992), Soldat
- Arik Armstead (* 1993), American-Football-Spieler
- Ally Carda (* 1993), Softballspielerin
- Shaq Thompson (* 1994), American-Football-Spieler
- Collin Altamirano (* 1995), Tennisspieler
- Virginia Gardner (* 1995), Schauspielerin
- Blu Hunt (* 1995), Filmschauspielerin
- Ike Iroegbu (* 1995), nigerianisch-amerikanischer Basketballspieler
- Tanner Syftestad (* 1995), Volleyballspieler
- Taron Johnson (* 1996), American-Football-Spieler
- Marquese Chriss (* 1997), Basketballspieler
- Randy Deweese (* 1998), Volleyballspieler
- Ashley Farquharson (* 1999), Rennrodlerin
- Austin Jackson (* 1999), American-Football-Spieler
- Sam Riffice (* 1999), Tennisspieler
- Jenson Brooksby (* 2000), Tennisspieler
- Chandler Kinney (* 2000), Schauspielerin, Kinderdarstellerin und Tänzerin

## 21. Jahrhundert
- Quincy Butler (* 2001), Fußballspieler
- Cameron Harper (* 2001), Fußballspieler
- Henry To'oTo'o (* 2001), American-Football-Spieler
- Josie Totah (* 2001), Schauspieler, Sänger und Komiker
- Aidan Mayo (* 2003), Tennisspieler
- Fidel Barajas (* 2006), mexikanisch-amerikanischer Fußballspieler

## Geburtsjahr unbekannt
- Tyler Patterson (* 20. Jahrhundert), Pokerspieler